# Peres Jepchirchir
Peres Jepchirchir, née le 27 septembre 1993, est une athlète kényane spécialiste des courses de fond, championne olympique du marathon en 2021 à Tokyo. Elle remporte également la même année le marathon de New York. C'est  la première médaillée d'or olympique en titre à remporter ce marathon. Elle avait gagné précédemment un titre individuel et par équipes lors des championnats du monde de semi-marathon 2016. Elle détient depuis 2024 le record du monde du marathon en course exclusivement féminine (2 h 16 min 16 sec).

## Biographie
Née en 1993, originaire de l’ouest du Kenya, elle grandit au sein d’une grande famille aux revenus modestes, avec 24 frères et sœurs, mais, dit-elle, sa grand-mère est issue de la même famille que le légendaire Kipchoge Keino. Elle développe un goût pour la course dès son plus jeune âge et commence à participer à des courses sur piste de 800 m et 1 500 m, ainsi qu’à quelques épreuves nationales de cross-country. Elle doit ensuite abandonner ses études, faute de moyens dans sa famille. En 2013, elle décide de se lancer pleinement dans la course sur route. Les compétitions sur route sont aussi une source de revenus non négligeable pour les athlètes issus du monde rural de son pays. Elle débute les compétitions au Kenya sur 10 km, avant d’être repérée en 2014 par Gianni Demadonna, un agent renommé d’athlètes kenyans. Le 5 septembre 2015, Peres Jepchirchir remporte le Grand Prix de Prague en 30 min 55 s et y établit par la même occasion son record personnel sur 10 kilomètres. 
Le 26 mars 2016, lors des championnats du monde de semi-marathon 2016, à Cardiff, Peres Jepchirchir remporte le titre individuel dans le temps de 1 h 7 min 31 s, ainsi que le titre par équipes aux côtés de Cynthia Jerotich Limo, Mary Wacera et Gladys Chesir.
Le 10 février 2017, elle remporte le semi-marathon de Ras el Khaïmah dans le temps de 1 h 5 min 6 s et abaisse le record du monde de sa compatriote Florence Kiplagat de 3 secondes. Ce record est battu deux mois plus tard par Joyciline Jepkosgei.
Le 5 septembre 2020 à Prague, elle bat le record du monde du semi-marathon en course exclusivement féminine (pas de lièvres masculins) avec le temps de 1 h 05 min 34 s, effaçant ainsi le précédent chrono de référence de l'Éthiopienne Netsanet Gudeta (1h 06 min 11 s). Elle améliore une nouvelle fois le record du monde le 17 octobre à l'occasion des championnats du monde de semi-marathon à Gdynia (Pologne), en s'imposant en 1 h 05 min 16 s, devançant au sprint l'Allemande Melat Kejeta et l'Éthiopienne Yalemzerf Yehualaw. Elle remporte ainsi à cette occasion un second titre mondial individuel en semi-marathon.
Aux Jeux Olympiques de Tokyo en août 2021, Jepchirchir devient championne olympique du marathon en s'imposant dans les rues de Sapporo en 2 h 27 min 20 s, devant sa compatriote Brigid Kosgei et l'Américaine Molly Seidel. Elle devient ainsi la deuxième Kényane sacrée sur cette épreuve aux Jeux après Jemima Sumgong en 2016.
Elle remporte la 50e édition du Marathon de New York le 7 novembre 2021. Elle succède au palmarès de cette course à une autre Kényane, Joyciline Jepkosgei. Dans cette édition 2021 (l'édition 2020 avait été annulée en raison de la pandémie de Covid-19), elle a placé une accélération dans les derniers virages de Central Park, devançant ainsi une autre Kényane, Viola Cheptoo, et l'Éthiopienne Ababel Yeshaneh. C'est la première médaillée d'or olympique en titre à gagner la même année le marathon de New York. Après avoir remporté le semi-marathon du Championnats du monde de course sur route 2023, elle bat en 2024 le record du monde du marathon dans une course 100% féminine, en 2h16min23s, lors de la compétition londonienne, avec un final haletant avec deux autres concurrentes dont Tigst Assefa, alors détentrice du record du monde du marathon féminin, en 2h11min53s, à Berlin, mais dans une course mixte.

### Palmarès
| Date | Compétition                               | Lieu           | Résultat | Épreuve       | Temps              |
| ---- | ----------------------------------------- | -------------- | -------- | ------------- | ------------------ |
| 2015 | Grand Prix de Prague                      | Prague         | 1re      | 10 kilomètres | 30 min 55 s        |
| 2016 | Championnats du monde de semi-marathon    | Cardiff        | 1re      | Individuel    | 1 h 7 min 31 s     |
| 2016 | Championnats du monde de semi-marathon    | Cardiff        | 1re      | Par équipes   |                    |
| 2017 | Semi-marathon de Ras el Khaïmah           | Ras el Khaïmah | 1re      | Semi-marathon | 1 h 5 min 6 s (WR) |
| 2020 | Championnats du monde de semi-marathon    | Gdynia         | 1re      | Individuel    | 1 h 5 min 16 s     |
| 2020 | Championnats du monde de semi-marathon    | Gdynia         | 2e       | Par équipes   |                    |
| 2021 | Jeux olympiques                           | Tokyo          | 1re      | Marathon      | 2 h 27 min 20 s    |
| 2021 | Marathon de New York                      | New York       | 1re      | Marathon      | 2 h 22 min 39      |
| 2023 | Championnats du monde de course sur route | Riga           | 1re      | Semi-marathon | 1 h 7 min 25 s     |
| 2024 | Marathon de Londres                       | Londres        | 1re      | Marathon      | 2 h 16 min 16      |
| 2024 | Jeux olympiques                           | Paris          | 15e      | Marathon      | 2 h 26 min 51 s    |

### Records
| Épreuve       | Performance     | Lieu           | Date             |
| ------------- | --------------- | -------------- | ---------------- |
| 10 km         | 30 min 55 s     | Prague         | 5 septembre 2015 |
| 20 km         | 1 h 3 min 13 s  | Ras el Khaïmah | 12 février 2016  |
| Semi-marathon | 1 h 5 min 6 s   | Ras el Khaïmah | 10 février 2017  |
| Marathon      | 2 h 16 min 16 s | Londres        | 21 avril 2024    |